# Nitrosilación

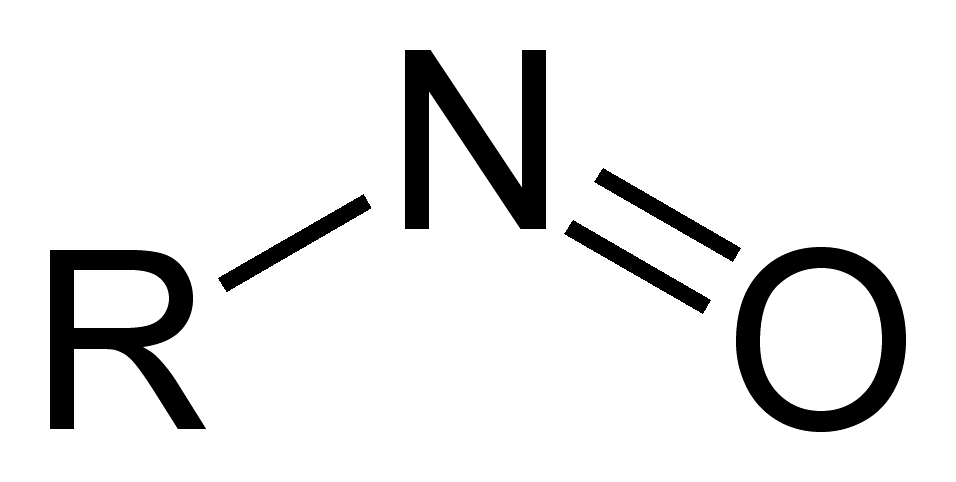
La Nitrosilación produce la adición de un grupo nitrosilo (N=O) a la molécula R.

La nitrosilación es una modificación de proteínas en la cual se añade postraduccionalmente un grupo nitroxilo a una proteína.
Hay varias de enzimas que producen óxido nítrico, y la consecuencia que se produce frecuentemente por ello es la nitroxilación.
La S-nitrosilación es una reacción biológicamente importante del óxido nítrico. Se refiere a la conversión de grupos tiol, incluyendo residuos de cisteína en proteínas, para formar S-nitrosotioles (RSNOs). La S-Nitroxilación es un mecanismo para la regulación dinámica post-traduccional en casi todas o la mayor parte de las clases de proteínas. 